# George Dunlop
George Dunlop (né le 16 janvier 1956 à Belfast en Irlande du Nord) est un footballeur international nord-irlandais, qui évoluait au poste de gardien de but.

## Biographie

### Carrière en club
George Dunlop réalise la majeure partie de sa carrière avec le club de Linfield.
Il remporte avec cette équipe dix championnats d'Irlande du Nord, et trois Coupes d'Irlande du Nord.
Il joue avec Linfield 21 matchs en Coupe d'Europe des clubs champions, et 4 matchs en Coupe de l'UEFA.

### Carrière en sélection
George Dunlop joue quatre matchs en équipe d'Irlande du Nord entre 1982 et 1989.
Il reçoit sa première sélection en équipe nationale le 16 octobre 1984, en amical contre Israël (victoire 3-0 à Belfast).
Il joue ensuite deux matchs, contre l'Angleterre et la Yougoslavie, rentrant dans le cadre des éliminatoires de l'Euro 1988. 
Il dispute enfin un match contre l'Irlande comptant pour les tours préliminaires du mondial 1990 (défaite 3-0 à Dublin).
Il figure dans le groupe des sélectionnés lors de la Coupe du monde de 1982. Lors du mondial organisé en Espagne, il officie comme gardien remplaçant et ne joue aucun match.

## Palmarès
| Manchester City - Charity Shield (1) : - Vainqueur : 1972. - Finaliste : 1973. |  | Linfield \| - Championnat d'Irlande du Nord (10) : - Champion : 1977-78, 1978-79, 1979-80, 1981-82, 1982-83, 1983-84, 1984-85, 1985-86, 1986-87 et 1988-89. - Vice-champion : 1980-81 et 1987-88. - Coupe d'Irlande du Nord (3) : - Vainqueur : 1977-78, 1979-80 et 1981-82. - Finaliste : 1976-77, 1982-83 et 1984-85. \| \| - Coupe de la Ligue d'Irlande du Nord (1) : - Vainqueur : 1986-87. - Finaliste : 1988-89. \| |
| - Championnat d'Irlande du Nord (10) : - Champion : 1977-78, 1978-79, 1979-80, 1981-82, 1982-83, 1983-84, 1984-85, 1985-86, 1986-87 et 1988-89. - Vice-champion : 1980-81 et 1987-88. - Coupe d'Irlande du Nord (3) : - Vainqueur : 1977-78, 1979-80 et 1981-82. - Finaliste : 1976-77, 1982-83 et 1984-85. |  | - Coupe de la Ligue d'Irlande du Nord (1) : - Vainqueur : 1986-87. - Finaliste : 1988-89. |